# Limnophora parallelifrons
Limnophora parallelifrons är en tvåvingeart som beskrevs av Fritz Isidore van Emden 1951. Limnophora parallelifrons ingår i släktet Limnophora och familjen husflugor. Inga underarter finns listade i Catalogue of Life.